# モグーリスタン
モグーリスタン（ペルシア語: مغولستان, Moghulistan, Mughalistan）は、天山山脈北部の中央アジアから東アジアにかけて広がる歴史的地域の呼称。現在のカザフスタン、キルギス、中華人民共和国の新疆ウイグル自治区が、この地域に含まれる。
14世紀以後にこの地域を統治した東チャガタイ・ハン国は、モグーリスタン・ハン国、モグール・ウルスとも呼ばれる。領域東部のオアシス都市は国内の有力部族ドゥグラト部の支配下に置かれ、16世紀以降はナクシュバンディー教団のスーフィーが強い影響力を持つようになった。ドゥグラト部などの有力貴族（アミール）とナクシュバンディー教団が大きな影響力を有していたため、君主であるハンの権力は不安定なものだった。モグーリスタン・ハン国は中国との朝貢貿易によって利益を得たが、頻繁に起きる内戦とかつての西チャガタイ・ハン国の領域に出現したティムール朝の侵入に悩まされた。16世紀にモグーリスタン・ハン国は東西に分裂し、17世紀末にモグーリスタン・ハン国の流れを汲む政権はジュンガル部の攻撃によって滅亡した。

## 語源
「モグーリスタン」という言葉は、ペルシャ語で「モンゴル人（Mogul）の土地」を意味する語であり、土地を支配した東チャガタイ・ハン国に由来する。

## 地理

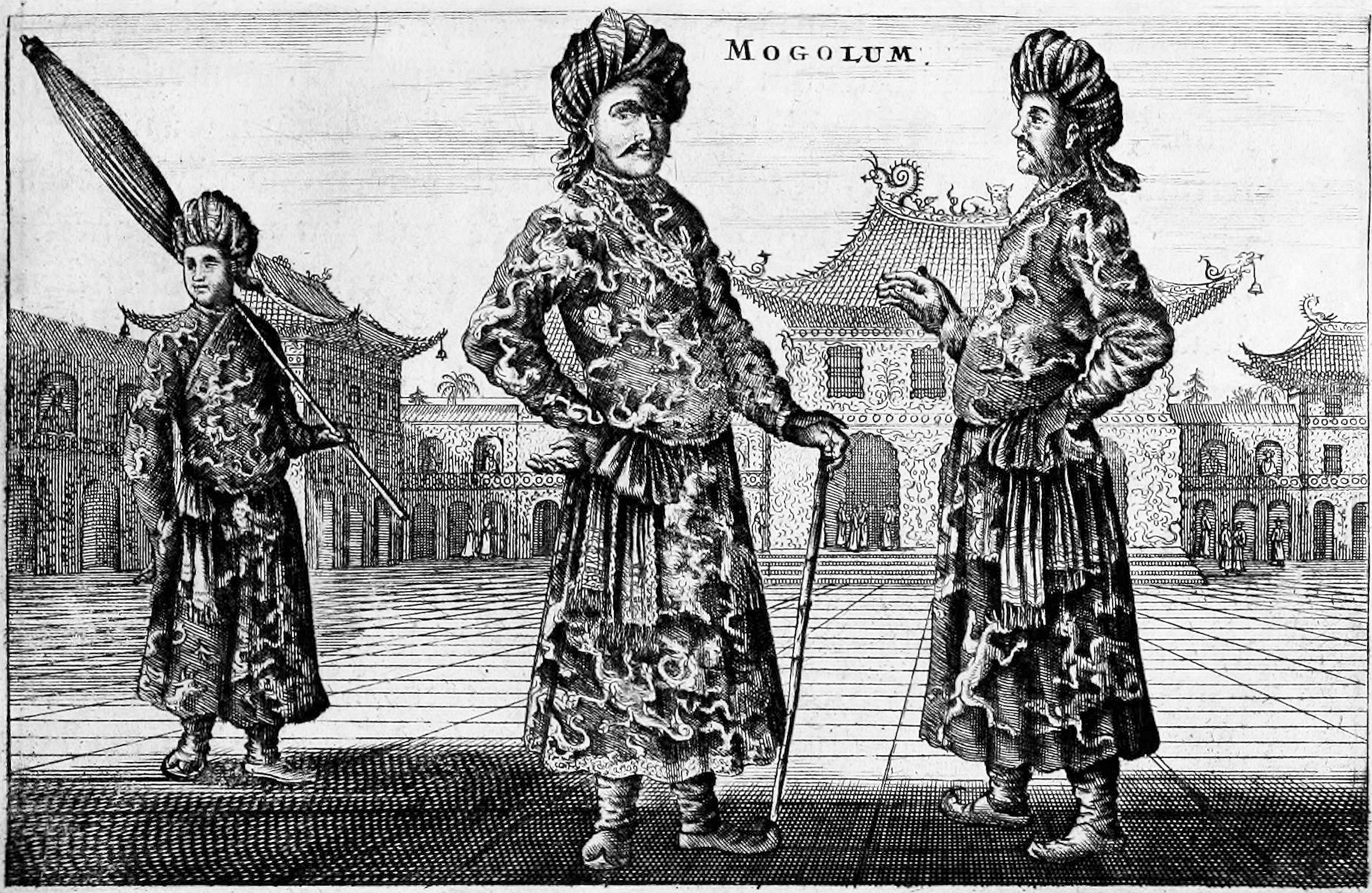
オランダ人ヤン・ニーホフが1656年に北京で遭遇したモグール人の外交使節。
ニーホフは彼らをムガル帝国の人間と見なしたが、ルキアーノ・ピートチは彼らは南疆から派遣されたモグール人だと指摘した

### 領域
モグーリスタンはイリ川渓谷（イリ地方）のアルマリクを中心としていたが、遊牧生活を営むモンゴル人の習慣上、彼らが居住するモグーリスタンの領域も変化した。最大版図のモグーリスタンは、タシュケントとヤシ（現在のテュルキスタン）を西端、東部天山山脈北麓のバルス・キョル（巴里坤）を東端、イルティシュ川を北限、ホータンを南限の地としていた。時代が経つにつれてモグーリスタン・ハン国の支配領域が変化すると、モグーリスタンの領域も徐々に南東に移動し、最終的に天山山脈のオアシス都市がモグーリスタン・ハン国の中心となる。
また、東チャガタイ・ハン国はモグーリスタンに加えて北疆（トルファン盆地）、南疆（タリム盆地）を支配していた。タシュケント、フェルガナといった都市も一時的に東チャガタイ・ハン国の支配下に置かれたが、東チャガタイ・ハン国では遊牧生活が維持され、遊牧国家の形式を保っていた。

### 南疆
天山山脈山麓部の都市を除いて南疆の大部分は砂漠で占められており、東チャガタイ・ハン国の王族で南疆を統治したものは少なかった。1514年まで、南疆の都市はドグラト部のアミールやナクシュバンディー教団の指導者がハンの名前の元に統治していた。1514年にスルタン・サイードがハンを称した後、彼の子孫はは南疆を本拠として直接統治を行うようになる。南疆の都市を首都とした政権として、ヤルカンド・ハン国、カシュガル・ハン国が挙げられる。
南疆西部のイスラム教化したオアシス都市群を指して使われる「アルティ・シャフル」はトルコ語で「六城の地」を意味する語であり、
1860年代のヤクブ・ベクの乱の際に流行した。帝政ロシアのチョカン・ワリハーノフは、ヤルカンド、カシュガル、ホータン、アクス、ウシュトゥルファン、イェンギサールをアルティ・シャフルの「六城」に比定した。一方、ドイツの考古学者アルベルト・フォン・ル・コックはワリハーノフの推定する六城の中からウシュトゥルファンとアクスを外し、それに代わる町としてマラルベシと葉城を加えた。ヤクブ・ベクの乱当時はトルファンがウシュトゥルファンに代わる町とされ、また"Alti-Shahr"は7つの町を指して使われたことを記す史料も存在する。アルティ・シャフルの定義はモグーリスタンよりも厳密、北は天山山脈、南は崑崙山脈、西はパミール高原、東はクチャ東部が、アルティ・シャフルと他地域の境界とされている。

### 北疆
北疆は南疆の西に位置し、南北を天山山脈と崑崙山脈に挟まれ、クムル（ハミ）を東端としていた。1513年にクムルの統治者バーヤジードがトルファンのマンスール・ハーンに拉致されて以降、クムルはジュンガルの征服までチャガタイ家のハーンの支配下に置かれ、モグーリスタンは明王朝と国境を接するようになる。
北疆のトルファンを中心とする地域にはかつて仏教国が栄えていたが、イスラム勢力の拡大後はウイグル族が居住するようになる。そのため、北疆のオアシス都市を指して「ウイグルスタン」という単語が使われる。13世紀初頭に天山ウイグル王国の国王バルチュク・アルト・テギンがチンギス・ハーンに臣従した際、バルチュクはチンギス・ハーンから王国の旧領であるウイグルスタンの領有を認められた。13世紀半ばにモンゴル帝国が分裂すると、チンギス・ハーンの次子チャガタイの一族がウイグルスタンを領有した。
15世紀以降にウイグルスタンはモグーリスタン・ハン国の直接支配下に置かれるようになる。15世紀末にユーヌス・ハンの王子アフマドは、ウイグルスタンに独立した政権を樹立した。アフマドの建てた政権はウイグルスタン・ハン国あるいはトゥルファン・ハン国とも呼ばれる。